# Beata Kowalska

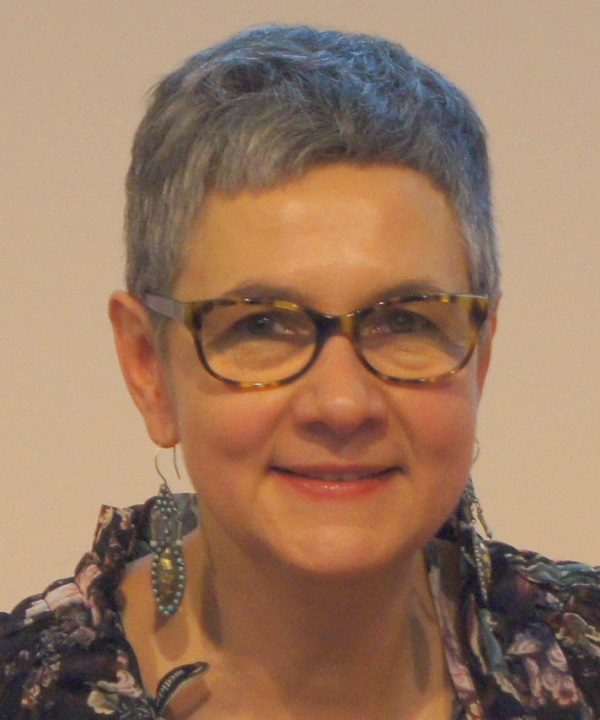
Beata Kowalska (2018)

Beata Kowalska ist eine polnische Soziologin und Hochschullehrerin am Institut für Soziologie an der Jagiellonen-Universität in Krakau.

## Wissenschaftliche Tätigkeit
Kowalskas habilitierte sich 2013 mit einer Arbeit über Frauen im Königreich Jordanien; ihre Forschungsinteressen liegen im Bereich der feministischen Soziologie, der Entwicklungsforschung und der postkolonialen Studien. In den letzten Jahren hat sie sich besonders mit dem muslimischen Feminismus und der Situation von Frauen in Ländern des Nahen Ostens auseinandergesetzt. Ein weiteres Gebiet sind Gender Studies. Kowalska setzt sich für die Gleichstellung der Geschlechter in Polen ein.
Der Rektor der Jagiellonen-Universität zeichnete ihre Lehrtätigkeit 2010/11 mit dem Hauptpreis Pro Arte Docendi aus.
Stipendien und Vorlesungen führten Kowalska an die Universität Cambridge, das Institut für die Wissenschaften vom Menschen in Wien, das American Centre for Oriental Research in Amman, die New School for Social Research in New York, die Rutgers University und die Universität in Buffalo.

## Schriften (Auswahl)
- Mit Georges Roux und Jolanta Kozłowska: Mezopotamia. Warszawa 2008.
- Mit Krystyna Slany und Marcin Śmietana: Homoseksualizm. Perspektywa interdyscyplinarna. Kraków 2008.
- Mit Katarzyna Zielińska und Ben Koschalka: Gender. Kobieta w kulturze i społeczeństwie. Kraków 2009.
- Mit Krystyna Slany und Magdalena Ślusarczyk: Kalejdoskop genderowy. W drodze do poznania płci społeczno-kulturowej w Polsce. Kraków 2011.
- Queerowanie islamu. In: Katarzyna Górak-Sosnowska (Hrsg.): Queer a islam. Alternatywne seksualności w kulturach muzułmańskich. Gdańsk 2012.
- Kobiety, rozwój, obywatelstwo w Haszymidzkim Królestwie Jordanii (Habilitationsschrift). Kraków 2013.
- Mit Inga Hajdarowicz: Kobiety i wojna. Genderowy wymiar konfliktu syryjskiego. In:  Krakowskie Studia Międzynarodowe. Nr. 3 (2017). S. 207–231.

In englischer Sprache
- Beyond the veil. Some sociological remarks on muslim feminism and the "Hijab".  In: Krakowskie Studia Międzynarodowe. [T.] 4, Nr. 2 (2007). S. 197–205.
- A woman's touch in the Arab Spring. The struggle of Jordanian mothers for equality in citizenship. In: Hemispheres. Vol. 29, Nr. 1 (2014). S. 5–30.
- (Mitautorin): Gender equality and quality of life in Poland. A survey research report. Kraków 2016.